# Knotfiskar
Knotfiskar (Triglidae) är en familj i ordningen kindpansrade fiskar med 121 till 170 arter i 8 till 15 släkten (den taxonomiska indelningen varierar).

## Utseende
Familjens arter är avlånga fiskar med stora huvuden, som täcks av benplattor. Många arter har även taggar på huvudet. Bröstfenorna har 2 till 3 fria, rörliga strålar som är försedda med sinnesorgan och brukas till födosök. De kan även användas för förflyttning. Arterna har två ryggfenor: En främre, längre, som är försedd med taggstrålar, och en bakre, som har mjukstrålar. De kan frambringa ljud med simblåsan. De längsta medlemmarna av familjen kan bli upp till 1 m långa.

## Vanor
Knotfiskarna är bottenlevande saltvattensfiskar, även om en del arter även kan förekomma i brackvatten.

## Utbredning
Familjens arter finns i alla tempererade och tropiska hav. I Skandinavien förekommer 5 arter.

## Släkten och arter
- Släkte: Bellator
  - Bellator brachychir Regan, 1914
  - Bellator egretta Goode & Bean, 1896
  - Bellator farrago Richards & McCosker, 1998
  - Bellator gymnostethus Gilbert, 1892
  - Bellator loxias Jordan, 1897
  - Bellator militaris Goode & Bean, 1896
  - Bellator ribeiroi Miller, 1965
  - Bellator xenisma Jordan & Bollman, 1890
- Släkte: Chelidonichthys
  - Chelidonichthys capensis Cuvier, 1829
  - Rödknot (Chelidonichthys cuculus Linné, 1758) (Räknas ibland till ett eget släkte, Aspitrigla)
  - Chelidonichthys gabonensis Poll & Roux, 1955
  - Chelidonichthys ischyrus Jordan & Thompson, 1914
  - Chelidonichthys kumu Cuvier, 1829
  - Fenknot (Chelidonichthys lucerna Linné, 1758)
  - Silverbandad knot (Chelidonichthys obscurus Walbaum, 1792)
  - Chelidonichthys queketti Regan, 1904
  - Chelidonichthys spinosus McClelland, 1844
- Släkte: Eutrigla
  - Knorrhane Eutrigla gurnardus Linné, 1758
- Släkte: Lepidotrigla
  - Lepidotrigla abyssalis Jordan & Starks, 1904
  - Lepidotrigla alata Houttuyn, 1782
  - Lepidotrigla alcocki Regan, 1908
  - Lepidotrigla annamarae del Cerro & Lloris, 1997
  - Lepidotrigla argus Ogilby, 1910
  - Lepidotrigla argyrosoma Fowler, 1938
  - Lepidotrigla bentuviai Richards & Saksena, 1977
  - Lepidotrigla bispinosa Steindachner, 1898
  - Lepidotrigla brachyoptera Hutton, 1872
  - Lepidotrigla cadmani Regan, 1915
  - Lepidotrigla calodactyla Ogilby, 1910
  - Lepidotrigla carolae Richards, 1968
  - Lepidotrigla cavillone Lacepède, 1801
  - Lepidotrigla deasoni Herre & Kauffman, 1952
  - Lepidotrigla dieuzeidei Blanc & Hureau, 1973
  - Lepidotrigla eydouxii Sauvage, 1878
  - Lepidotrigla faurei Gilchrist & Thompson, 1914
  - Lepidotrigla grandis Ogilby, 1910
  - Lepidotrigla guentheri Hilgendorf, 1879
  - Lepidotrigla hime Matsubara & Hiyama, 1932
  - Lepidotrigla japonica Bleeker, 1854
  - Lepidotrigla jimjoebob Richards, 1992
  - Lepidotrigla kanagashira Kamohara, 1936
  - Lepidotrigla kishinouyi Snyder, 1911
  - Lepidotrigla larsoni del Cerro & Lloris, 1997
  - Lepidotrigla lepidojugulata Li, 1981
  - Lepidotrigla longifaciata Yatou, 1981
  - Lepidotrigla longimana Li, 1981
  - Lepidotrigla longipinnis Alcock, 1890
  - Lepidotrigla macrobrachia Fowler, 1938
  - Lepidotrigla marisinensis Fowler, 1938
  - Lepidotrigla microptera Günther, 1873
  - Lepidotrigla modesta Waite, 1899
  - Lepidotrigla mulhalli Macleay, 1884
  - Lepidotrigla multispinosa Smith, 1934
  - Lepidotrigla musorstom del Cerro & Lloris, 1997
  - Lepidotrigla nana del Cerro & Lloris, 1997
  - Lepidotrigla oglina Fowler, 1938
  - Lepidotrigla omanensis Regan, 1905
  - Lepidotrigla papilio Cuvier, 1829
  - Lepidotrigla pectoralis Fowler, 1938
  - Lepidotrigla pleuracanthica Richardson, 1845
  - Lepidotrigla punctipectoralis Fowler, 1938
  - Lepidotrigla robinsi Richards, 1997
  - Lepidotrigla russelli del Cerro & Lloris, 1995
  - Lepidotrigla sayademalha Richards, 1992
  - Lepidotrigla sereti del Cerro & Lloris, 1997
  - Lepidotrigla spiloptera Günther, 1880
  - Lepidotrigla spinosa Gomon, 1987
  - Lepidotrigla umbrosa Ogilby, 1910
  - Lepidotrigla vanessa Richardson, 1839
  - Lepidotrigla vaubani del Cerro & Lloris, 1997
  - Lepidotrigla venusta Fowler, 1938
- Släkte: Prionotus
  - Prionotus alatus Goode & Bean, 1883
  - Prionotus albirostris Jordan & Bollman, 1890
  - Prionotus beanii Goode, 1896
  - Prionotus birostratus Richardson, 1844
  - Prionotus carolinus Linné, 1771
  - Prionotus evolans Linné, 1766
  - Prionotus horrens Richardson, 1844
  - Prionotus longispinosus Teague, 1951
  - Prionotus martis Ginsburg, 1950
  - Prionotus miles Jenyns, 1840
  - Prionotus murielae Mobray, 1928
  - Prionotus nudigula Ginsburg, 1950
  - Prionotus ophryas Jordan & Swain, 1885
  - Prionotus paralatus Ginsburg, 1950
  - Prionotus punctatus Bloch, 1793
  - Prionotus roseus Jordan & Evermann, 1887
  - Prionotus rubio Jordan, 1886
  - Prionotus ruscarius Gilbert & Starks, 1904
  - Prionotus scitulus Jordan & Gilbert, 1882
  - Prionotus stearnsi Jordan & Swain, 1885
  - Prionotus stephanophrys Lockington, 1881
  - Prionotus teaguei Briggs, 1956
  - Prionotus tribulus Cuvier, 1829
- Släkte: Pterygotrigla
  - Pterygotrigla acanthomoplate Fowler, 1938
  - Pterygotrigla amaokai Richards, Yato & Last, 2003
  - Pterygotrigla andertoni Waite, 1910
  - Pterygotrigla arabica Boulenger, 1888
  - Pterygotrigla draiggoch Richards, Yato & Last, 2003
  - Pterygotrigla elicryste Richards, Yato & Last, 2003
  - Pterygotrigla guezei Fourmanoir, 1963
  - Pterygotrigla hafizi Richards, Yato & Last, 2003
  - Pterygotrigla hemisticta Temminck & Schlegel, 1843
  - Pterygotrigla hoplites Fowler, 1938
  - Pterygotrigla leptacanthus Günther, 1880
  - Pterygotrigla macrolepidota Kamohara, 1938
  - Pterygotrigla macrorhynchus Kamohara, 1936
  - Pterygotrigla megalops Fowler, 1938
  - Pterygotrigla multiocellata Matsubara, 1937
  - Pterygotrigla multipunctata Yatou & Yamakawa, 1983
  - Pterygotrigla pauli Hardy, 1982
  - Pterygotrigla picta Günther, 1880
  - Pterygotrigla polyommata Richardson, 1839
  - Pterygotrigla robertsi del Cerro & Lloris, 1997
  - Pterygotrigla ryukyuensis Matsubara & Hiyama, 1932
  - Pterygotrigla soela Richards, Yato & Last, 2003
  - Pterygotrigla spirai Golani & Baranes, 1997
  - Pterygotrigla tagala Herre & Kauffman, 1952
  - Pterygotrigla urashimai Richards, Yato & Last, 2003
- Släkte: Trigla
  - Lyrknot (Trigla lyra Linné, 1758)
- Släkte: Trigloporus
  - Tvärbandad knot (Trigloporus lastoviza Bonnaterre, 1788)[4]

Taxonomin är osäker; bland annat ITIS tar dessutom med följande släkten och arter:
- Släkte: Bovitriglia
  - Bovitrigla acanthomoplate Fowler, 1938
- Släkte: Gargariscus
  - Gargariscus prionocephalus (Duméril, 1869)
- Släkte: Heminodus
  - Heminodus japonicus Kamohara, 1952
  - Heminodus philippinus Smith, 1917
- Släkte: Paraheminodus
  -  Paraheminodus kamoharai Kawai, Imamura & Nakaya, 2004
  - Paraheminodus laticephalus (Kamohara, 1952)
  - Paraheminodus murrayi (Günther, 1880)
- Släkte: Parapterygotrigla
  - Parapterygotrigla multiocellata Matsubara, 1937
- Släkte: Peristedion Räknas av vissa till familjen Peristediidae
  - Peristedion altipinne Regan, 1903
  - Peristedion amblygenys Fowler, 1938
  - Peristedion antillarum Teague, 1961
  - Peristedion barbiger Garman, 1899
  - Peristedion brevirostre (Günther, 1860)
  - Pansarhane Peristedion cataphractum (Linné, 1758)
  - Peristedion crustosum Garman, 1899
  - Peristedion ecuadorense Teague, 1961
  - Peristedion gracile Goode & Bean, 1896
  - Peristedion greyae Miller, 1967
  - Peristedion halyi (Day, 1888)
  - Peristedion imberbe Poey, 1861
  - Peristedion liorhynchus (Günther, 1872)
  - Peristedion longispatha Goode & Bean, 1886
  - Peristedion miniatum Goode, 1880
  - Peristedion moluccense Bleeker, 1851
  - Peristedion nierstraszi Weber, 1913
  - Peristedion orientale Temminck & Schlegel, 1843
  - Peristedion paucibarbiger Castro-Aguirre & Garcia-Domínguez, 1984
  - Peristedion picturatum McCulloch, 1926
  - Peristedion riversandersoni Alcock, 1894
  - Peristedion thompsoni Fowler, 1952
  - Peristedion truncatum (Günther, 1880)
  - Peristedion unicuspis Miller, 1967
  - Peristedion weberi Smith, 1934
- Släkte: Satyrichthys
  - Satyrichthys adeni (Lloyd, 1907)
  - Satyrichthys amiscus (Jordan & Starks, 1904)
  - Satyrichthys clavilapis Fowler, 1938
  - Satyrichthys engyceros (Günther, 1872)
  - Satyrichthys hians (Gilbert & Cramer, 1897)
  - Satyrichthys investigatoris (Alcock, 1898)
  - Satyrichthys isokawae Yatou & Okamura i Okamura et al., 1985
  - Satyrichthys lingi (Whitley, 1933)
  - Satyrichthys longiceps (Fowler, 1943)
  - Satyrichthys magnus Yatou i Okamura et al., 1985
  - Satyrichthys orientale (Fowler, 1938)
  - Satyrichthys piercei Fowler, 1938
  - Satyrichthys quadratorostratus (Fourmanoir & Rivaton, 1979)
  - Satyrichthys rieffeli (Kaup, 1859)
  - Satyrichthys serrulatus (Alcock, 1898)
  - Satyrichthys welchi (Herre, 1925)